# بيتر سميث (رجل أعمال)
بيتر سميث (بالإنجليزية: Peter Smith)‏ هو شخصية أعمال ورئيس مجلس الإدارة بريطاني، ولد في 5 أغسطس 1946.